# Humble, Texas
Humble là một thành phố thuộc quận Harris, tiểu bang Texas, Hoa Kỳ. Năm 2010, dân số của xã này là 15133 người.

## Dân số
- Dân số năm 2000: 14579 người.
- Dân số năm 2010: 15133 người.